# Machado Correia
José Sebastião Machado Correia, mais conhecido como Machado Correia, foi um jornalista e dramaturgo português.

## Biografia

### Primeiros anos
Filho de pais humildes, Machado Correia foi bastante auxiliado, durante a sua educação, por um fidalgo artista, que era o patrão do seu pai.

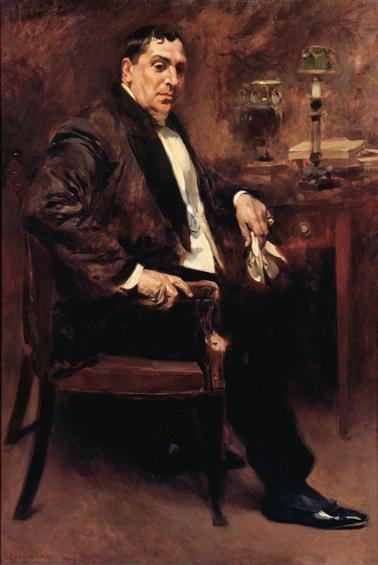
Augusto Rosa.

### Carreiras profissional e artística
Exerceu como jornalista durante a monarquia portuguesa, em vários periódicos vespertinos, tendo colaborado principalmente no Novidades, O Dia, e Notícias de Lisboa.
A sua principal actividade foi a produção teatral, tendo sido autor, ensaiador, ponto, declamador, e secretário de empresas teatrais. Escreveu várias peças, tendo alcançado alguma notoriedade com as obras O ano em três dias e Roupa de franceses. Foi secretário no Teatro Chalet, no Largo do Rato, tendo passado para a Companhia Sousa Bastos, onde, além de secretário, também exerceu como ponto. Nesta empresa representou a sua primeira obra original, Roupa de franceses, no Teatro da Avenida. Por volta de 1891, viajou para o Pará, no Brasil, junto com a Companhia, tendo também exercido naquele estado como jornalista. No regresso a Portugal, emprega-se como ponto e ensaiador na Companhia do Teatro D. Amélia, tendo colaborado com Augusto Rosa, e escrito e traduzido várias peças, como A Cigarra, Russinha, Simão, Simões e C.ª, Beijos do Diabo, Princesa Colombina, Mancha que limpa, Tio da minh'alma, Musa dos estudantes, e Seguro de vida. Também escreveu e adaptou várias cançonetas, e traduziu couplets de operetas, tendo-se distinguido como um dos melhores autores portugueses nesta última variedade. Introduziu a actriz Lucinda do Carmo no canto na comédia O marido da Debutante, que teve um grande sucesso. A sua primeira revista, Breliques e Breloques, foi escrita em 1888, em colaboração com Miguel Teotónio dos Santos, para o teatro de variedades na Feira de Alcântara.
Também foi poeta humorista, e sabia escrever e falar correctamente os idiomas francês, castelhano, romeno e italiano.
Colaborou no semanário Papagaio Real  (1914) e na revista ilustrada Cine  publicada em Maio de 1934.

### Falecimento e vida pessoal
Morreu aos 74 anos de idade, no Hospital de São José, em Lisboa, nos finais de 1935. O seu corpo foi transladado para a Casa da Imprensa, onde decorreu o velório durante a noite, tendo depois sido sepultado no Cemitério de Benfica. Apesar da sua activa vida artística e profissional, estava quase destituído quando faleceu.